# Eberhard Zastrau
Eberhard Zastrau (* 19. März 1954 in Berlin; † 22. Mai 2012 in Berlin) war ein deutscher Menschenrechtsaktivist und Publizist, der sich vor allem für die Belange der Homosexuellen einsetzte.

## Leben
Zastrau machte sein Abitur in Göttingen. Danach studierte er an der Technischen Universität Berlin Mathematik und Physik. Später änderte er seinen Studiumschwerpunkt um auf Stadt- und Regionalplanung. Er war politisch aktiv im Allgemeinen Studentenausschuss der TU-Berlin.
Zastrau war in den frühen 1980er Jahren Mitglied der Jungdemokraten, der damaligen Jugendorganisation der FDP. Als Vorsitzender des offiziellen Arbeitskreises Homosexualität der Jungdemokraten setzte er sich für die Streichung des § 175 aus dem Strafgesetzbuch ein, nach welchem Männer über 18 Jahren bestraft wurden, die sexuelle Handlungen mit Männern unter 18 Jahren vornahmen und an sich vornehmen ließen. Die FDP vertrat diese Position schon länger, konnte sie aber nach der Wahl 1980 nicht umsetzen.
Zastrau war viele Jahrzehnte in der Menschen- und Bürgerrechtspolitik sowie in der Gedenkarbeit tätig, u. a. mit Joachim Müller. Er war neben Thomas Brüggemann und Jörg Bressau ein Mitorganisator des Treffens Berliner Schwulengruppen (TBS). Er war Mitbegründer des Magazins Siegessäule, die aus dem TBS hervorging. Von 1986 bis 1988 war er Pressesprecher der AIDS-Hilfe. 2005 war er führend an der künstlerischen Ausschreibung zum Denkmal für die im Nationalsozialismus verfolgten Homosexuellen für den Lesben- und Schwulenverband in Deutschland, dessen Referent für Öffentlichkeitsarbeit er war und dessen Zeitschrift respekt! – Zeitschrift für Lesben- und Schwulenpolitik er über viele Jahre als Chefredakteur zusammen mit einer Kollegin leitete, beteiligt. Mit der Umsetzung war er aber nicht ganz einverstanden. Darüber hinaus war er viele Jahre lang Mitglied des Internationalen Beirates der Stiftung Brandenburgische Gedenkstätten, die für die Verwaltung der Gedenkstätten in den Konzentrationslagern Sachsenhausen und Ravensbrück verantwortlich ist.
Nach seiner Zeit in der FDP war Zastrau einige Jahre in der SPD und danach bis kurz vor seinem Tod in der Piratenpartei aktiv. Beim Bundesparteitag der Piratenpartei 2010 war er einer der Versammlungsleiter.

## Schriften von Eberhard Zastrau
- Mann für Mann: biographisches Lexikon zur Geschichte von Freundesliebe und mannmännlicher Sexualität im deutschen Sprachraum. Artikel über Hansjörg Trost, S. 1182.
- Homosexuelle Männer im KZ Sachsenhausen. Redakteur.